# جداسازی (میکروبیولوژی)
در میکروبیولوژی، واژه جداسازی (isolation) به معنی جداسازی یک گونه از مجموعه‌ای از میکروب‌های موجود در محیط است.
مثلاً ممکن است میکروب مورد نظر ما در فلور خاک، پوست، دهان، روده یا آب باشد. تکنیک‌های آزمایشگاهی که برای جداسازی مورد استفاده قرار می‌گیرند، اولین بار در قرن ۱۹ و در حوزه باکتری شناسی و انگل شناسی توسعه یافت. روش‌های جداسازی میکروب‌ها در طی ۵۰ سال گذشته پیشرفت چشمگیری داشته‌است. این روش‌ها با رویکرد کاربردی، مکانیزه شده‌اند و سرعت و دقت بالایی پیدا کرده‌اند.

## روش‌های کلی
به منظور این که یک میکروب خاص را از میان مخلوطی از میکروب‌های زنده موجود در محیط جداسازی کنیم دو راه وجود دارد:

### در روش سنتی
پس از نمونه‌گیری از محیط مورد نظر، جمعیت میکروبی در محیط کشت رشد داده می‌شوند و سپس بر اساس ویژگی‌های باکتری مورد نظر، آن را جداسازی می‌کنند.
در ابتدا باید گرادیانی از غلظت میکروب‌ها ایجاد کرد. به این منظور از روش‌هایی مانند رقت‌سازی پیاپی (serial dilution) یا سانتریفیوژ استفاده شود. به منظور جداسازی میکروارگانیسم‌ها در موادی که محتوای میکروبی بالایی دارند (همچون فاضلاب، خاک یا مدفوع)، رقت‌سازی پیاپی کمک زیادی در جداسازی میکروارگانیسم مورد نظر می‌کند.
برعکس، در مواردی که میکروارگانیسم مورد نظر در محیطی قرار دارد که آن محیط به‌طور طبیعی استریل است (مانند خون موجود در سیستم گردش خون)، در این صورت استفاده از سانتریفیوژ کمک زیادی می‌کند. پس از سانتریفیوژ مایع رویی دور ریخته می‌شود و تنها رسوب انتهایی مورد بررسی قرار می‌گیرد. در نتیجه شانس جداسازی باکتری مورد نظر بالا می‌رود.
اگر هدف ما جداسازی یک میکروارگانیسم سخت‌پسند (fastidious) باشد، ناچاریم تا شرایط را برای آن نوع میکروارگانیسم فراهم کنیم. به عنوان مثال اگر باکتری مورد نظر ما در مواجهه با هوا می‌میرد، نیاز است در محیط عاری از هوا جداسازی انجام گیرد. یا اگر باکتری مورد نظر ما ترموفیل است و در دمای اتاق می‌میرد، باید از یک ظرف حمل گرم استفاده کنیم.

### در روش مدرن
میکروب‌ها بدون این که کشت داده شوند جداسازی می‌گردند. در این روش، نمونه‌ها در پلیت‌های میکروتیتر (microtiter plates) یا کارتریج‌های استخراج مواد ژنتیکی (DNA، RNA) تلقیح می‌شوند. با این روش امکان شناسایی میکروب‌ها فراهم می‌شود.

## تلقیح
تکنسین‌های آزمایشگاه بر اساس این که چه میکروبی را می‌خواهند جداسازی کنند، نمونه را به روش خطی (streak plate method) در پلیت‌های آگار کشت می‌دهند یا آن را وارد محیط مایع می‌کنند.
اگر هدف جداسازی گروه خاصی از باکتری‌ها (مثلاً گروه A ی استرپتوکوکوس) از نمونه میکروارگانیسم‌های گلو باشد، در این صورت می‌توان از یک محیط کشت انتخابی به منظور مهار رشد باکتری‌هایی استفاده شود که انتظار می‌رود همراه با باکتری مورد ما نظر رشد کنند. به این منظور می‌توان از محیط حاوی آنتی بیوتیک استفاده کرد. در این صورت تنها استرپتوکوکسی انتخاب می‌شود.
یا مثلاً برای جداسازی قارچ می‌توان از محیط انتخابی سابوره آگار (Sabouraud agar) استفاده کرد. همین‌طور غلظت بالای نمک در محیط مانیتول سالت آگار (Mannitol salt agar) برای استرپتوکوکسی و باکتری‌های گرم منفی شرایطی کشنده محسوب می‌شود در حالی که محیطی مناسب برای زنده ماندن استافیلوکوکسی های موجود در یک نمونه باکتریایی روده است.
همچنین فنل رد (phenol red) موجود در آگار به عنوان یک عامل تنظیم‌کننده پ هاش عمل می‌کند. اگر باکتری قادر به تخمیر مانیتول باشد، اسید آزاد کرده و رنگ محیط را تغییر می‌دهد.
اگر هدف جداسازی همه یا تعداد زیادی از سویه‌ها باشد، محیط‌های کشت مختلفی از جمله محیط‌های غنی مانند آگار خون دار (blood agar) یا شکلات آگار یا محیط‌های بی‌هوازی از جمله تیوگلیکولات براث (thioglycolate broth) استفاده می‌شود.
به منظور ارزیابی رشد باکتری می‌توان قبل از این که آگار ببندد، باکتری‌ها را در محیط حل کرد و سپس در پتری دیش ریخت. به این روش، pour plate method گفته می‌شود. این روش در میکروبیولوژی محیطی و غذایی کاربرد دارد. از این روش جهت شمارش تعداد باکتری‌های هوازی استفاده می‌شود.

## گرماگذاری (انکوباسیون)
پس از این که نمونه در یکی از انواع محیط‌های کشت تلقیح شد، باید در شرایط جوی مناسب قرار گیرد. باکتری بر اساس نوعش باید در شرایط هوازی، بی‌هوازی یا میکروآئروفیلی (microaerophilic) همراه با دی‌اکسید کربن اضافه (در حدود ۵٪) قرار گیرد. همچنین باید نمونه را در دمای مناسب قرار داد. به عنوان مثال اگر شرایط مناسب برای میکروارگانیسم ۳۷ درجه است، باید نمونه را در انکوباتور ۳۷ درجه قرار داد.
همچنین اگر در شرایط سرما رشد می‌کند باید آن را در یخچال قرار داد.
اگر نیاز به نور یا تاریکی است باید آن شرایط را برایش تأمین کرد. همچنین زمان رشد برای باکتری‌های مختلف، متفاوت است و ممکن از از چند ساعت (مثلاً در باکتری ای کولای) تا چند هفته (مثلاً در مایکوباکتریا) طول بکشد.

## شناسایی
هنگامی که باکتری‌ها به وضوح رشد کردند، معمولاً همچنان آمیخته با سایر انواع باکتریایی هستند. شناسایی و جداسازی یک میکروب نیازمند جداسازی یک کلنی منفرد است. (چرا که هر کلنی حاوی تعداد زیادی از یک نوع میکروب است).
انجام آزمایشات بیوشیمیایی بر روی این کلنی منفرد، مشخصات فیزیولوژی آن را مشخص می‌کند. در صورتی که این کلنی حاوی باکتری مورد نظر ما بود، از آن در شرایط استریل کشت دوم میکروب (subculture) تهیه می‌شود. کشت دوم میکروب به روش خطی و در ۴ مرحله بر روی پلیت آگاردار انجام می‌گیرد. به این روش می‌توان به کلنی‌های منفرد و خالص از باکتری مورد نظر دست یافت.
رنگ آمیزی گرم (که روشی برای تشخیص باکتری‌های گرم مثبت و گرم منفی است) نیز می‌تواند به ما در تعیین خالص بودن یا نبودن نمونه کمک کند. در میکروبیولوژی بالینی از تعدادی از روش‌های رنگ آمیزی دیگر که مخصوص ارگانیسم‌های خاص است نیز استفاده می‌شود. به عنوان مثال می‌توان رنگ آمیزی باکتریایی اسید فست را نام برد که مخصوص رنگ آمیزی مایکوباکتریا است.

## باکتری‌های مستقل از محیط کشت
سریع‌ترین روش به منظور جداسازی و شناسایی باکتری‌ها، توالی یابی ژن ۱۶S rRNA ی آنهاست.
از آنجایی که اغلب باکتری‌ها (خصوصاً باکتری‌های محیطی یا خاکی) نمی‌توانند با روش‌های معمول رشد کنند، متاژنومیکس (metagenomics) یا متاترنسکریپتومیکس (metatranscriptomics) کاربرد می‌یابند و تعیین توالی ژنومی با استفاده از تفنگ ژنی یا پی سی آر انجام می‌گیرد.
همچنین برای ارگانیسم‌هایی که به خوبی شناسای و تعیین ویژگی نشده‌اند، توالی یابی کل ژنوم (Whole genome sequencing) پیشنهاد می‌شود. میکرواری دی ان ای (DNA microarrays) نیز می‌تواند به منظور شناسایی مورد استفاده قرار گیرد.